# 三綱 (佛教)
三綱，為漢傳佛教寺院中，統理僧尼、管理寺院的三個職位合稱，分別為上座、寺主（住持）、都維那（维那、知事，亦可稱住持）。這三個職位由出家僧侶擔任，為寺院中最高的管理階級，也是中國傳統僧官職位。最早出現於唐朝，在『唐六典』中記載了這些職位。

## 概論
上座為寺院中最資深的僧團成員，擁有最尊崇的地位。但這個職位通常只是榮譽職位，不負責寺院實際的運作。
寺主，又稱方丈、住持，負責寺院實際的管理工作。上座與寺主的地位，何者較高，自古有許多爭論，實際上的情況是依各別寺院而定。
都維那，又稱維那，負責維持戒律，以及督促僧侶求學。爲六知事之一，後成爲知事的異名。